# Biljana Jovanović
Biljana Jovanović (serb. Биљана Јовановић; ur. 28 stycznia 1953 w Belgradzie, zm. 11 marca 1996 w Lublanie) – serbska pisarka i działaczka społeczna.

## Życiorys
Była córką polityka jugosłowiańskiego Batricia Jovanovicia. Ukończyła studia filozoficzne na Uniwersytecie w Belgradzie. Pierwsze utwory poetyckie opublikowała w 1977, w czasach studenckich. W 1978 ukazała się powieść Jovanović Pada Avala (Upadek Avali), przedstawiającą intymne życie młodego pokolenia mieszkańców Belgradu. W latach 80. powstały kolejne powieści: Psi i ostali (Psy i inni), a także Duša, jedinica moja (Moja dusza, moje jedyne dziecko). W tym czasie pisała także pierwsze dramaty.
Od lat 80. zaangażowana w działalność społeczną. Należała do założycielek organizacji Odbor za zaštitu umetničkih sloboda (Komitet Obrony Wolności Artystycznych), działającego przy Stowarzyszeniu Pisarzy Serbskich. W 1982 stanęła na czele organizacji. W latach 90. zdystansowała się od Stowarzyszenia Pisarzy Serbskich, angażując się w działalność pokojową i organizację demonstracji antywojennych w Belgradzie. Była jedną z założycielek Ruchu Obywatelskiego Oporu. Od 1992 realizowała projekt artystyczny Leteća učionica radionica (Latające warsztaty szkolne). 
Była dwukrotnie zamężna. Pierwszego męża, filozofa Dragana Lakićevicia poślubiła w czasach studenckich. Po rozwodzie z nim wyszła za mąż za słoweńskiego socjologa Rastko Močnika. Zmarła na nowotwór mózgu w marcu 1996.

## Pamięć
W 2005 Serbskie Towarzystwo Literackie po raz pierwszy przyznało nagrodę literacką im. Biljany Jovanović. W dwudziestą rocznicę śmierci pisarki ukazała się książka Buntovnica s razlogom, zawierająca biografię bohaterki, zbiór jej tekstów i wspomnienia przyjaciół.

## Twórczość

### Poezja
- 1977: „Чувар“, збирка песама

### Powieści
- 1978: Пада Авала
- 1980: Пси и остали
- 1984: Душа јединица моја

### Dramaty
- 1982: Ulricke Meinhhof
- 1983: Лети у гору као птица
- 1992: Централни затвор
- 1996: "Соба“ на Босфору